# Полугеодезические координаты
Полугеодезические координаты или геодезические нормальные координаты ― координаты {\displaystyle x_{1},x_{2},...,x_{n}} в {\displaystyle n}-мерном римановом многообразии, характеризующиеся тем, что координатные линии, соответствующие {\displaystyle x_{1}}, являются геодезическими, на которых {\displaystyle x_{1}} играет роль натурального параметра, а координатные поверхности {\displaystyle x_{1}=\mathrm {const} } ― ортогональны этим геодезическим.
В полугеодезических координатах первая квадратичная форма имеет вид
{\displaystyle \mathrm {I} =dx_{1}^{2}+\sum _{i,j=2}^{n}g_{ij}dx_{i}dx_{j},}
то есть {\displaystyle g_{11}\equiv 1} и {\displaystyle g_{1j}\equiv 0} при всех {\displaystyle j>1}.

## Примеры
- Декартовы координаты на евклидовом пространстве являются полугеодезическими.

- Пространство Лобачевского допускает полугеодезические координаты с метрическим тензором[источник не указан 2864 дня]
{\displaystyle {\begin{pmatrix}1&0&\cdots &0\\0&e^{2\cdot x_{1}}&\ddots &\vdots \\\vdots &\ddots &\ddots &0\\0&\cdots &0&e^{2\cdot x_{1}}\end{pmatrix}}}
  - Иначе говоря, {\displaystyle n}-мерное пространство Лобачевского изометрично искривлённому произведению {\displaystyle \mathbb {R} ^{n-1}{\mathrel {{\times }_{\exp }}}\mathbb {R} }.

## Свойства
- Полугеодезические координаты можно ввести в достаточно малой окрестности любой точки любого риманова многообразия[1].

- Любое полное одновязное многообразие неположительной кривизны допускает глобальные полугеодезические координаты с первой координатой равной функции Буземана[источник не указан 2864 дня].

- В случае двумерной поверхности (многообразия) первая квадратичная форма в полугеодезических координатах  {\displaystyle u,v} имеет вид[1]
{\displaystyle \mathrm {I} =du^{2}+B^{2}(u,v)dv^{2}}

с положительной функцией {\displaystyle B(u,v)}, при этом гауссова кривизна поверхности вычисляется по формуле 
{\displaystyle K=-B_{uu}/B.}